# Quiosque de Quertassi
Quertassi (Qertassi) é um edifício do Antigo Egito do Período Romano (30 a.C.–395 d.C.). É um minúsculo quiosque com quatro colunas delgadas de papiro dentro e duas de Hator na entrada. É uma estrutura pequena que "está inacabada e não está inscrita com o nome do arquiteto, mas é provavelmente contemporâneo do Quiosque de Trajano em Filas." De acordo com Günther Roeder - o primeiro estudioso a publicar pesquisas sobre este edifício - o quiosque data do reinado do imperador Augusto (r. 27 a.C.–14 d.C.) ou início do período romano. A estrutura tem apenas 7,6 metros quadrados e consiste de uma única pátio de Hator orientado para o norte ou para o sul, e originalmente cercada por catorze colunas conectadas por paredes de tela. Dos 14 pilares, apenas 6 sobreviveram no local. Os pilares ou colunas eram feitos de arenito marrom; a estrutura em si era talvez ligada a um pequeno templo na margem esquerda do Nilo que ainda existia em 1813.
O quiosque foi transferido para Nova Calabexa, no sul do Egito, na década de 60 devido a construção da barragem de Assuã, mas já esteve na entrada das pedreiras de arenito de Quertassi. Seus capitéis são decoradas com cabeças de Hator, em honra à deusa que era patrona de homens e garimpeiros. Uma vez que era comumente associada a Ísis, como em Filas, foi sugerido que o quiosque e os pequenos templos de Debode e Dendur eram estações de paragem na rota processional dos sacerdotes que ixibiam a imagem de Ísis ao redor da Baixa Núbia, que era considerada sua propriedade. Devido à escassez de madeira na Núbia, o telhado do quiosque foi construído com lajes de arenito apoiadas por arquitraves em seus lados compridos.